# Connie Carpenter-Phinney
Connie Carpenter-Phinney, ameriška profesionalna kolesarka in hitrostna drsalka, * 26. februar 1957, Madison, Wisconsin.
Connie Carpenter-Phinney je bila ameriška kolesarka in hirostna drsalka, ki je osvojila štiri medalje na svetovnih kolesarskih prvenstvih, ki so vključevala cestne dirke kot tudi dirkališčne dirke. Prav tako je osvojila zlato odličje na cestni dirki na Olimpijskih igrah v Los Angelesu, kot tudi 12 naslovov ameriške državne prvakinje.
Tik pred petnajstim rojstnim dnevom je dosegla sedmo mesto v hitrostnem drsanju na 1.500 metrov na Olimpijskih igrah v Saporu. 1976 je osvojila državno prvenstvo ZDA na prostem, vendar si je kmalu zatem poškodovala gleženj, zaradi česar je izpustila Olimpijske igre 1976.
Kot večina hitrostnih drsalcev je Connie med sezono vadila na kolesu. Po njeni poškodbi gležnja, je začela kolesariti tekmovalno in že istega leta, 1976, osvojila državno cestno prvenstvo ter prvenstvo v zasledovanju, kar je oboje ponovila še leta 1977 in 1979.
Po padcu s kolesa je utrpela pretres možganov in začasno opustila kolesarstvo ter se vrnila na univerzo Berkeley, kjer je začela veslati. Postala je članica posadke, ki je leta 1980 osvojila državno univerzitetno prvenstvo v četvercu s krmarjem.
Connie je članica Dvorane slavnih ameriških kolesarjev, 
Dvorane slavnih ameriških olimpijcev.